# فؤاد بولادوف
فؤاد آغا رحيم أوغلو بولادوف (بالأذرية: Fuad Ağarəhim oğlu Poladov) هو ممثل مسرحي وسينمائي أذربيجاني، لُقِّب بفنان الشعب في جمهورية أذربيجان الاشتراكية السوفيتية (1987)، وهو أحد من الفنانين الرائدين في حقل التمثيل الغنائي - النفسي، وكان ماهرًا في تأدية الأدوار الفلسفية - الدرامية.

## حياته
ولد فؤاد بولادوف في 24 مايو عام 1948 في مدينة باكو. تخرج من المدرسة الثانوية رقم 132. خلال الفترة الممتدة بين سنتي 1967 و1972، درس في كلية التمثيل الدرامية والأفلام السينمائية لمعهد أذربيجان الحكومي للفنون بإدارة الميرزا آغا علييف.
بدأ مهنته في عام 1966 بدور سليم في فيلم «يستمر التحقيق». عمل فؤاد بولادوف في مسرح الدراما الروسي الحكومي أذربيجاني من عام 1969 حتى 1989. وبدايةً من عام 1989 مثَّل في مسرح الدراما الروسي الحكومي الأذربيجاني.
توفي فؤاد بولادوف بسبب مرض السرطان في 4 مايو عام 2018.

## جوائزه
- لقب الشرف «تكريم الفنان في جمهورية أذربيجان الاشتراكية السوفيتية» - 1 ديسيمبر، عام 1982
- لقب الشرف «فنان الشعب» في جمهورية أذربيجان الاشتراكية السوفيتية - 20 مارس، عام 1987[8]
- ميدالية ذهبية «شخصية مسرحية» - 2004
- «جائزة ذهبية» الدراويش الذهبي -2007
- جائزة «ملك ذهبي» في ترشيح «الأداء الأفضل لدور الرجل» في الفيلم «الممثلة» - 2015
- جائزة «جعفر جبرلي» - 23 مايو، عام 2016[9]

## روابط خارجية
- فؤاد بولادوف على موقع IMDb (الإنجليزية)
- فؤاد بولادوف على موقع IMDb (الإنجليزية)
- فؤاد بولادوف على موقع قاعدة بيانات الفيلم (الإنجليزية)